# Relaciones Chile-Suecia
Las relaciones Chile-Suecia son las relaciones internacionales entre la República de Chile y el Reino de Suecia, las que se enmarcan en las relaciones Chile-Unión Europea.

## Historia

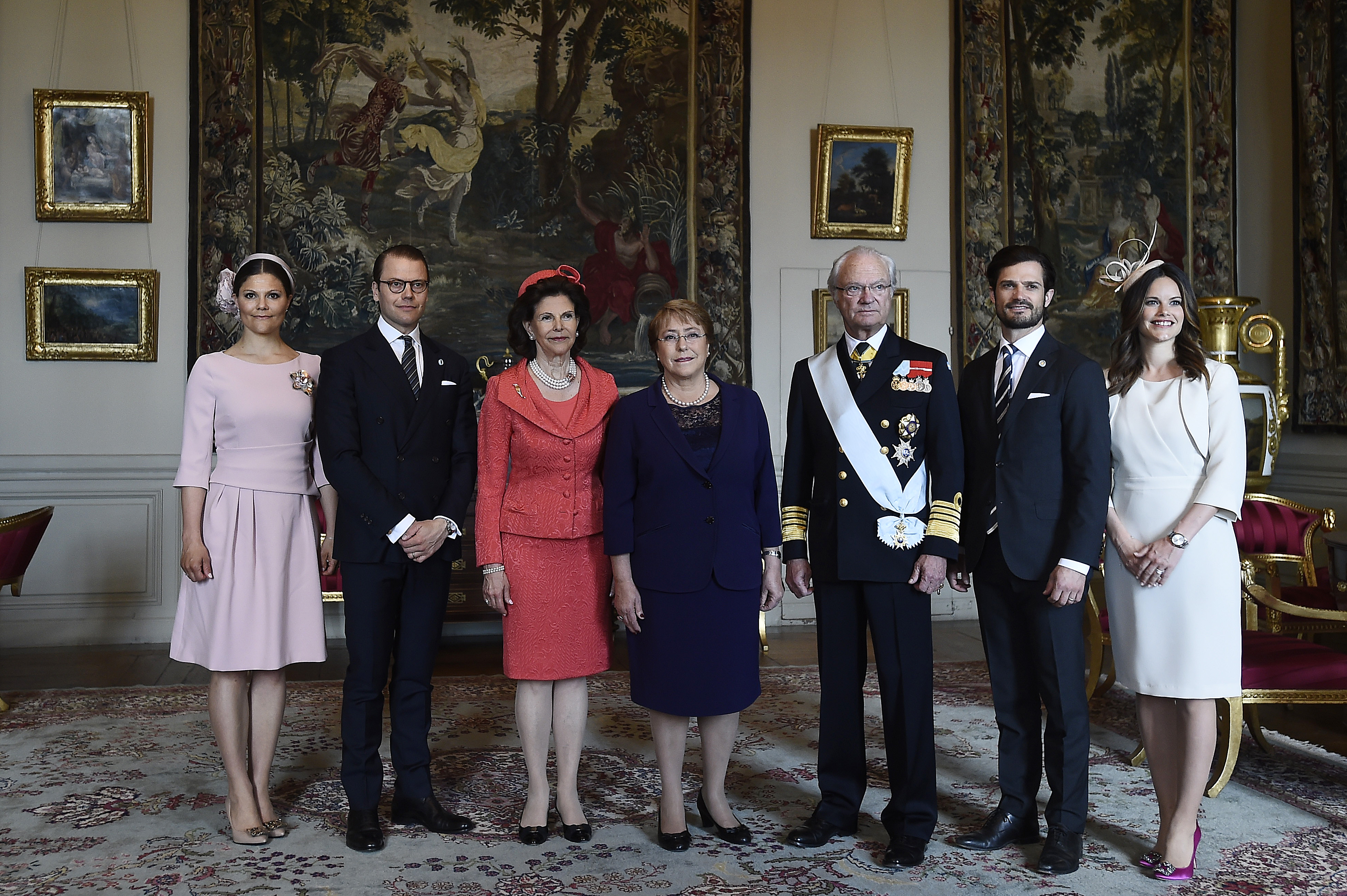
Presidenta de Chile Michelle Bachelet asiste a almuerzo ofrecido por los reyes de Suecia en su visita de Estado a ese país, en 2016.

### sigloXX
A pesar de la distancia geográfica, Chile y Suecia establecieron contactos políticos desde el mismo proceso de emancipación, cuando un representante del rey Carlos XIV Juan viajó a Santiago para reunirse con Bernardo O'Higgins con el fin de establecer algunos acuerdos en materia de minería.
Durante la presidencia de Salvador Allende, el gobierno sueco encabezado por el socialdemócrata Olof Palme se convirtió en el principal aliado europeo de Chile, otorgándole un total de cerca de 60 millones de coronas en ayuda financiera entre 1972 y 1973.
El 19 de noviembre de 1991, ambos países suscribieron un Convenio Básico de Cooperación y Amistad, constituyendo un marco para acuerdos específicos en los campos de la vivienda, educación, proyectos de la mujer, cultura, cooperación técnica, créditos, investigación científica, fomento de la industria y comercio. Dos años después se suscribió en Estocolmo un Acuerdo sobre Promoción y Protección de Inversiones, y en 1998, un acuerdo específico para implementar la cooperación horizontal y la cooperación económica para el desarrollo. Otros convenios firmados por ambos gobiernos incluyen convenios sobre transporte aéreo, para evitar la doble tributación, seguridad social, tecnologías verdes y desarrollo urbano sustentable, manejo forestal, minería y responsabilidad social empresarial.

### sigloXXI

Reunión bilateral entre el presidente chileno Gabriel Boric y el primer ministro de Suecia Ulf Kristersson en junio de 2024

A propósito de los incendios forestales en Chile de 2017, el gobierno sueco, a través de la Agencia de Contingencia Civil Sueca, entregó  aporte e material para el combate del fuego por unos 190 mil euros. Hacia fines de ese año, en un nuevo túnel de transferencia entre las líneas 1 y 6 del Metro de Santiago en la estación Los Leones, se instaló un espacio conmemorativo para rendir homenaje a Suecia, incluyendo la acogida de ese país a más de 100 mil exiliados chilenos durante la dictadura militar y a la chilena-sueca Zaida Catalán, asesinada ese año en África.

## Antecedentes migratorios
La comunidad de chilenos en Suecia es la mayor de chilenos en Europa y la más grande de latinoamericanos en ese país, la cual no paró de crecer desde que se produjo el golpe militar. Esto se debe principalmente a que Suecia recibió en su territorio a un número importante de exiliados chilenos, los que ascienden a aproximadamente 60 mil personas. Esta numerosa comunidad chilena tiene presencia en los más diversos estamentos de la sociedad sueca. Su participación en la vida política, económica, comercial, cultural, junto a una activa inserción en el mundo laboral sueco, constituyen factores que han marcado la relación bilateral y ha abierto espacios en la permanente búsqueda de nuevos mecanismos de cooperación.

## Relaciones económicas
La relación comercial entre ambos países se enmarca en el tratado entre Chile y la Unión Europea, vigente desde 2003. En 2023, el intercambio comercial entre ambos países ascendió a los 676 millones de dólares estadounidenses, lo que supuso un crecimiento promedio anual del 3,6% en los últimos cinco años. Los principales productos exportados por Chile fueron cobre, molibdeno y vinos, mientras que aquellos exportados principalmente por Suecia al país sudamericano fueron vehículos para el transporte de pasajeros, partes para unidades para perforación o sondeo y productos laminados de acero.
En turismo, tanto los ciudadanos chilenos como suecos se encuentran liberados del requisito de visado al ingresar de un país en el otro, para estadías temporales por razones turísticas, negocios y visitas, por un plazo máximo de 90 días dentro de 180 días, tal como lo estipula el Acuerdo de Schengen.

## Misiones diplomáticas
- Chile tiene una embajada en Estocolmo y un consulado-general en Gotemburgo.[7]
- Suecia tiene una embajada en Santiago de Chile.[8]